# Glypta novaconcordica
Glypta novaconcordica là một loài tò vò trong họ Ichneumonidae.